# Polska baltiska filharmonin

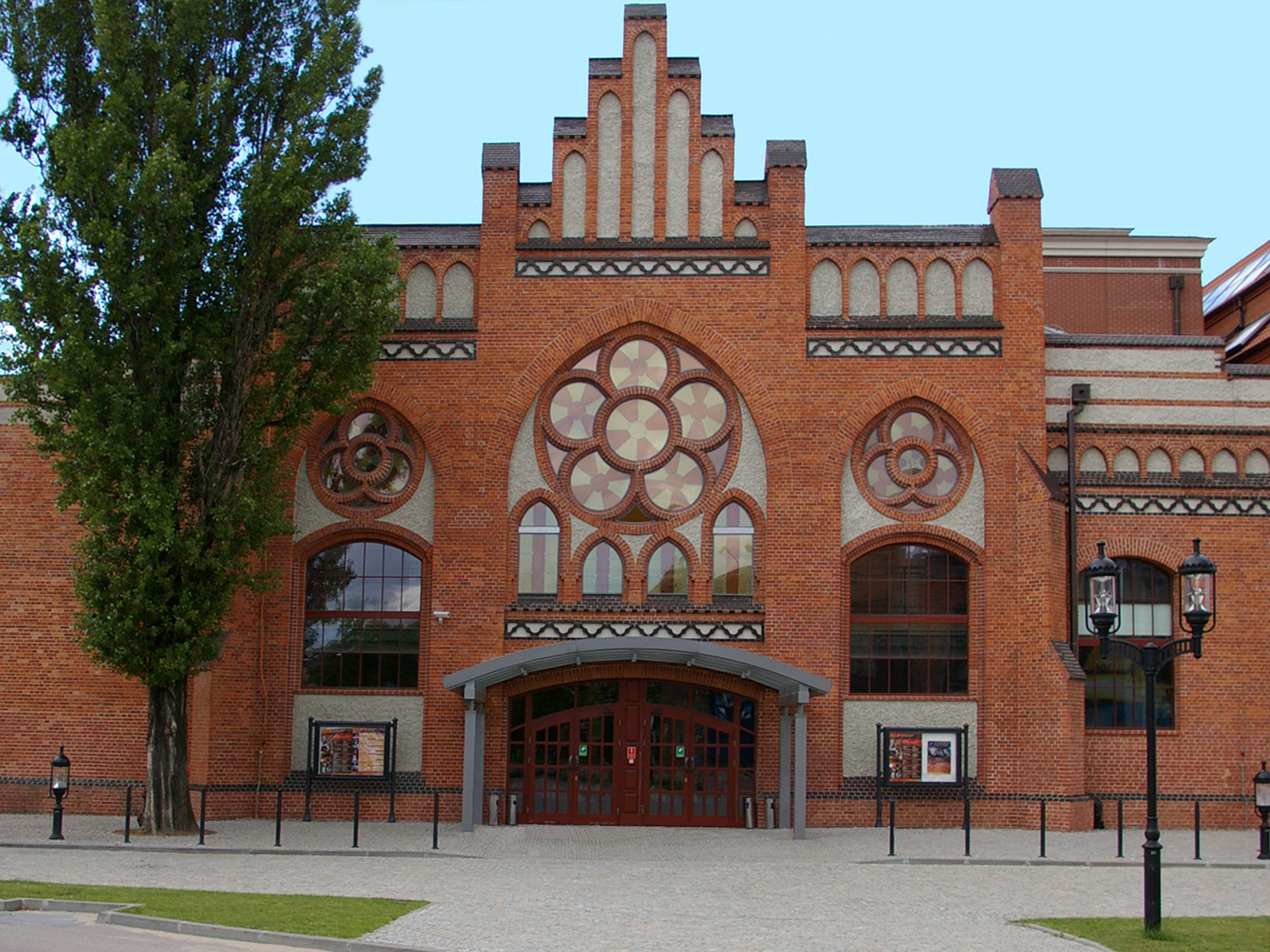
Konserthusets entré

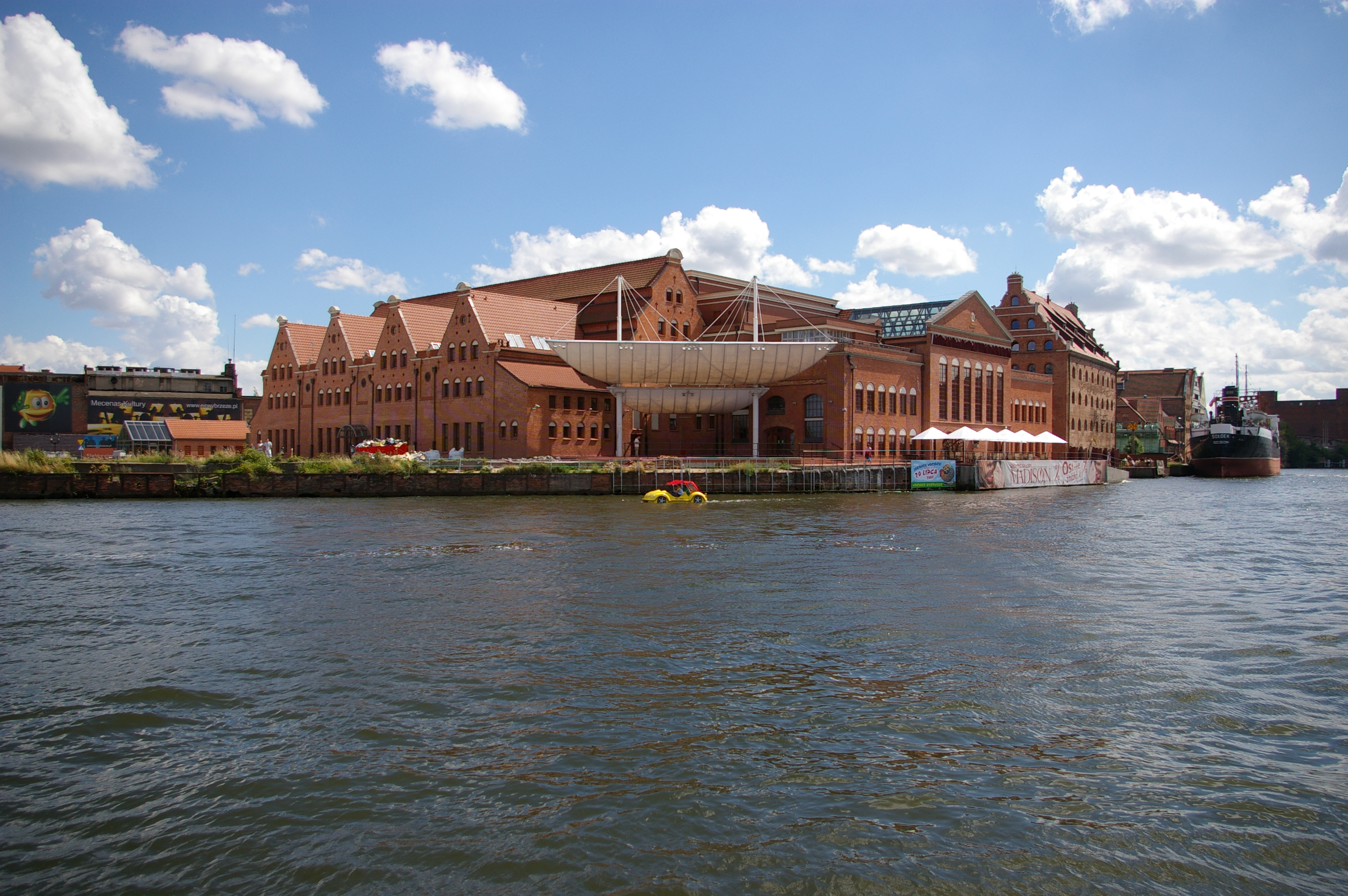
Konserthuset från floden

Polska baltiska filharmonin (polska: Polska Filharmonia Bałtycka im. Fryderyka Chopina w Gdańsku) är en musikalisk institution i Gdańsk i Polen, bestående av en symfoniorkester och ett antal ensembler. Huvudman är Pommerns vojvodskap. Direktör sedan 1993 är orgelvirtuosen professor Roman Perucki och konstnärlig ledare sedan 2008 är Kai Bumann.
Konserthuset på ön Ołowianka centralt i Gdańsk (invigt 2002, helt färdigt 2006) är ett ombyggt, tidigare koleldat elkraftverk som uppfördes 1897 med nygotisk tegelfasad och återuppbyggt efter andra världskriget. Konsertsalen har 1100 platser och därtill finns tre mindre salar och rymliga foajéer.
Symfoniorkestern grundades 1945 i badorten Sopot norr om Gdańsk. Den förstatligades 1949 och antog då namnet filharmoni. 1953 slogs orkestern samman med stadens opera. Tidigare orkesterledare har varit Zbigniew Turski, Jerzy Katlewicz, Bohdan Wodiczko, Zygmunt Rychert (från 1974) och Wojciech Michniewski (omkring 1987). Till stadens tusenårsjubileum 1997 framträdde orkestern i "Missa solemnis" under ledning av polskfödde påven Johannes Paulus II.